# Teresa Abelleira
Teresa Abelleira Dueñas (Pontevedra, Galicia; 9 de enero de 2000), conocida como Tere Abelleira, es una futbolista española que juega como centrocampista en la sección femenina del Real Madrid Club de Fútbol de la Primera División de España desde la temporada 2020-21. Es hija del entrenador de fútbol Milo Abelleira.

## Trayectoria
En su etapa de cadete compaginaba el fútbol sala, al que jugaba en el Poio Pescamar Fútbol Sala proclamándose campeona de España cadete en 2016, con las categorías inferiores del AJ Lérez. En 2016, tras la fundación da sección femenina del Real Club Deportivo de La Coruña, abandona su Pontevedra natal para unirse a las filas de este equipo de Segunda División.
El 6 de agosto de 2016 portó por primera vez el brazalete de capitana del Real Club Deportivo de La Coruña, en los octavos de final de la Copa Diputación contra el S. C. D. Pastoriza (9-0) cuando tenía 16 años. El 18 de enero de 2017, junto con Raquel Béjar, se convirtió en la primera jugadora profesional de fútbol femenino en Galicia. Fue la jugadora revelación, y premiada como la mejor mediocentro y mejor joven promesa del fútbol gallego.
En la temporada 2018-19 logró el título de campeón de Segunda División y le permitió el 8 de septiembre de 2019 debutar en Primera División con el conjunto gallego ejerciendo con frecuencia de capitana. Fue nombrada jugadora más valiosa de la séptima jornada del campeonato. Sus buenas actuaciones fueron regulares y finalizó así su primera temporada en la élite española con veinte partidos en los que anotó dos goles —a los que sumó dos partidos y un gol en la Copa de la Reina—, una de las mejores centrocampistas del campeonato, y fue seleccionada entre las finalistas en su puesto del Fútbol Draft que premia a los mejores futbolistas jóvenes de la temporada.
Su progresión y juventud hizo que el 13 de julio de 2020 el Real Madrid Club de Fútbol anunciase su fichaje para la temporada 2020-21 por sus destacadas actuaciones durante el pasado curso y ser pretendida por varios clubes, y tomó la misma decisión que su compañera Misa Rodríguez. El equipo, que se estrenaba en la categoría tras fundarse a inicios de ese mismo mes por la fusión por absorción del Club Deportivo TACON, realizó una fuerte apuesta deportiva en jugadoras nacionales de gran proyección entre las que asentar su futuro. Su debut se produjo el 4 de octubre en la Ciudad Deportiva de Valdebebas frente a las vigentes campeonas del Fútbol Club Barcelona, donde la mayor experiencia y rodaje de las catalanas hizo que el partido finalizase con un 0-4 en contra.

## Selección
El 27 de noviembre de 2020 debutó con la Absoluta en la victoria por 10-0 frente a Moldavia tras sustituir a Aitana Bonmatí y disputar la última media hora del encuentro correspondiente a la fase de clasificación para la Eurocopa 2022 de Inglaterra. Disputó su primer partido como titular el 13 de abril de 2021 en la victoria por 3-0 frente a México.

## Estadísticas

### Clubes
Actualizado al último partido disputado el 21 de agosto de 2022.
| R. C. D. La Coruña | 2016-17       | 2.ª           | ?    | 15  | Inaccesible | Inaccesible | Inaccesible | Inaccesible | 0+   | 15   | 0    |
| R. C. D. La Coruña | 2017-18       | 2.ª           | 25?  | 7   | 5           | –           | Inaccesible | Inaccesible | 30?  | 7    | 0    |
| R. C. D. La Coruña | 2018-19       | 2.ª           | 27   | 10  | 7           | 1           | Inaccesible | Inaccesible | 34   | 11   | 0    |
| R. C. D. La Coruña | 2019-20       | 1.ª           | 20   | 2   | 2           | 1           | –           | –           | 22   | 3    | 0.14 |
| R. C. D. La Coruña | Total club    | Total club    | 72+  | 34  | 14          | 2           | 0           | 0           | 86+  | 36   | 0.42 |
| Real Madrid C. F.  | 2020-21       | 1.ª           | 33   | 3   | 1           | –           | –           | –           | 34   | 3    | 0.09 |
| Real Madrid C. F.  | 2021-22       | 1.ª           | 24   | –   | 4           | –           | 8           | –           | 36   | 0    | 0    |
| Real Madrid C. F.  | 2022-23       | 1.ª           | –    | –   | –           | –           | 2           | –           | 2    | 0    | 0    |
| Real Madrid C. F.  | 2023-24       | –             | –    | –   | –           |             | –           | 2           | 0    | 0    |      |
| Total club         | Total club    | 57            | 3    | 5   | 0           | 10          | 0           | 72          | 3    | 0.04 |      |
| Total carrera      | Total carrera | Total carrera | 129+ | 37+ | 19          | 2           | 10          | 0           | 158+ | 39+  | 0.25 |
| 1. 2. 3.           |               |               |      |     |             |             |             |             |      |      |      |

## Palmarés

### Campeonatos internacionales
- Campeonato Europeo Femenino Sub-19 de la UEFA: Campeona: 2018
- Campeonato Europeo Femenino Sub-17 de la UEFA: Subcampeona: 2016

### Campeonatos nacionales
- Campeona de la Segunda División Femenina Grupo 1 en 2019 con el R.C. Deportivo.[14]
- Campeona de España cadete de fútbol sala en 2014, 2015 y 2016.
- Campeona de España infantil de fútbol sala en 2014.

### Distinciones individuales
- MVP La Liga jornada 7 temporada 2019-20 de Primera División Femenina con el R.C. Deportivo[7]
- Trofeo a la Jugadora Revelación en los Premios Marca de 2020.[15]

## Reconocimientos
En 2023, fue nombrada Gallega del Año, un certamen impulsado por El Correo Gallego, junto a Carmen Lence, Yolanda Castaño, Diego González Rivas y Felipe Criado.